# Tyresta Nationalpark
59°11′N 18°16′Ø / 59.183°N 18.267°Ø
Tyresta er en 1970 hektar (19,7 km²) stor nationalpark beliggende sydøst for  Stockholm, i Haninge og Tyresö kommuner på Södertörn i Stockholms län (Södermanland) i Sverige.
Nationalparkens "centrum" er Tyresta by, med gamle bevarede tømmerhuse og andre ældre bygninger. Der ligger en restaurant landhandel, samt Nationalparkernas hus hvor der arrangeres forskellige udstillinger og foredrag.
Tyresta by når man lettest fra Brandbergen, men også ved Åva i områdets sydlige del er der en parkeringsplads.
I Tyresta nationalpark samt i det tilliggende naturreservat er der en del urørt urskov, samt flere små søer. Der er adskillige velmarkerede vandreruter i området, hvoraf en er tilpasset barnevogne. Også vandrevejen Sörmlandsleden går gennem området. 
I 1999 var der brand i en del af Tyrestaskoven. I brandens spor fandt man en del sjældne plantearter. Takket være branden kunne man følge rækkefølgen i skabelsen af et nyt økosystem.
- Stensjön
- Skovsområde 6 år efter branden
- Årsjön
- 370 år gammel Skovfyr ved "Urskogstigen"